# Szoplák-völgyi Rókalyuk
A Szoplák-völgyi Rókalyuk a Duna–Ipoly Nemzeti Parkban lévő Pilis hegységben, Pilisszentkereszten található egyik barlang. Turista útikalauzokban is ismertetve van.

## Leírás
Pilisszentkereszt külterületén, a Szopláki-ördöglyuk bejáratától D-re 60 m-re, a zöld sáv jelzésű turistaút közelében, attól 10 m-rel magasabban, sziklafalban helyezkedik el a Szoplák-völgyi Rókalyuk bejárata. A sziklafalban 2 m magasan van a barlang nyílása. Az 5,5 m hosszú barlang meanderező, szépen oldott falú szűk folyosója vízszintes. Minden bizonnyal inaktív forrásszáj. A dachsteini mészkőben létrejött barlang falain kondenzvizes borsókövek figyelhetők meg, végén gyökerek lógnak az üregbe. Kitöltése száraz agyag. Pókok, lepkék és csigák élnek benne. Közelében, a sziklafalban található néhány kis, korróziós járat. Az engedély nélkül járható barlang megtekintéséhez elég barlangjáró alapfelszerelés használata.
Előfordul a barlang az irodalmában Gazsi-luk (Kraus 1997), Rókalyuk (Láng 1953), Szoplaki-rókalyuk (Mezei 1967), Szoplak-völgyi-rókaluk (Kraus 1997), Szopláki-rókalyuk (Miczek 1991), Szoplák-völgyi-rókalyuk (Kordos 1984) és Szoplákvölgyi rókalyuk (Bertalan 1976) neveken is. 1991-ben volt először Szoplák-völgyi Rókalyuknak nevezve a barlang az irodalmában.

## Kutatástörténet
Az 1953. évi Földrajzi Értesítőben található, Láng Sándor által írt tanulmányban az olvasható, hogy a Szopláki-ördöglyuktól D-re kb. 50 m-re, fenn a sziklafal oldalában nyílik egy kis forrásbarlang bejárata. Kb. 3 m hosszú és átlagosan 1/2–2/3 m magas a majdnem vízszintes folyosó. Ezenkívül kisebb járatok is láthatók a barlangban. A publikációban lévő 6. ábrán, a Pilis hegy hosszmetszet térképén látható a Pilis hegyen lévő barlangok körülbelüli földrajzi elhelyezkedése. A rajzon megfigyelhető a Szopláki-ördöglyuk melletti barlang (Rókalyuk) földrajzi elhelyezkedése. A 8. ábrán a Szoplák-völgyi Rókalyuk alaprajz térképvázlata látható. A térképvázlat elkészítéséhez a barlangot Láng Sándor mérte fel, majd Márkus a felmérés alapján megrajzolta a barlang térképvázlatát.
Az 1967-ben napvilágot látott, Pilis útikalauz című könyvben az van írva, hogy a Szopláki-ördöglyuktól DK-re 50 m-re, sziklafalban van a Szoplaki-rókalyuk bejárata. A jelentéktelen barlang csak 4 m hosszú. Ez utóbbi barlanghoz közel található a Vaskapu-völgy. Az 1974-ben megjelent, Pilis útikalauz című könyvben, a Pilis hegység és a Visegrádi-hegység barlangjainak jegyzékében (19–20. old.) meg van említve, hogy a Pilis hegység és a Visegrádi-hegység barlangjai között van a Róka-lyuk (Szoplaki-) és a Szoplaki-rókalyuk. A Pilis hegység barlangjait leíró résznek a Szoplák-völgyi Rókalyukról szóló leírása megegyezik az 1967-ben kiadott útikalauz Szoplák-völgyi Rókalyukat bemutató leírásával.
Az 1976-ban befejezett, Magyarország barlangleltára című kéziratban az olvasható, hogy a Pilis hegységben, a Pilis-vonulatban, Pilisszentkereszten helyezkedik el a Szoplákvölgyi rókalyuk. A Szopláki-ördöglyuktól DK-re kb. 50 m-re, a kétbükkfai kocsiút (zöld jelzésű turistaút) felett, sziklafal oldalában van a barlang bejárata. A forrásbarlang 4 m hosszú és 0,6 m magas. A kézirat barlangot ismertető része 2 publikáció alapján lett írva.
Az 1984-ben kiadott, Magyarország barlangjai című könyv országos barlanglistájában szerepel a Pilis hegység barlangjai között a barlang Szoplák-völgyi-rókalyuk néven. A listához kapcsolódóan látható a Dunazug-hegység barlangjainak földrajzi elhelyezkedését bemutató 1:500 000-es méretarányú térképen a barlang földrajzi elhelyezkedése. A Kárpát József által 1990-ben írt kéziratban ismertetve van a barlang. A kéziratba bekerült a Szoplák-völgyi Rókalyuk alaprajz térképe és keresztmetszet térképe. Az alaprajz térképen látható a keresztmetszet elhelyezkedése a barlangban. A rajzoló neve és a készítés dátuma ismeretlen. A térképlapon jelölve van az É-i irány.
A Kárpát József által 1991-ben írt összeállításban meg van említve, hogy a Szoplák-völgyi Rókalyuk (Pilisszentkereszt) 5 m hosszú és 0 m mély. Az 1991-ben napvilágot látott útikalauzban meg van ismételve az 1967-es útikalauzban található barlangleírás, de az 1991-es kiadványban Szopláki-rókalyuk a barlang neve. Az 1996. évi barlangnap túrakalauzában meg van ismételve az 1967-ben kiadott útikalauzban lévő barlangismertetés. 1997. május 17-én Kraus Sándor rajzolt helyszínrajzot, amelyen a Szoplak-völgy üregeinek földrajzi elhelyezkedése van ábrázolva. A rajzon látható a Szoplák-völgyi Rókalyuk földrajzi elhelyezkedése. Kraus Sándor 1997. évi beszámolójában az olvasható, hogy az 1997 előtt is ismert Szoplak-völgyi-rókaluknak (Gazsi-luk) volt térképe 1997 előtt. A jelentésbe bekerült az 1997-ben készült helyszínrajz.